# Offizier (Bundeswehr)

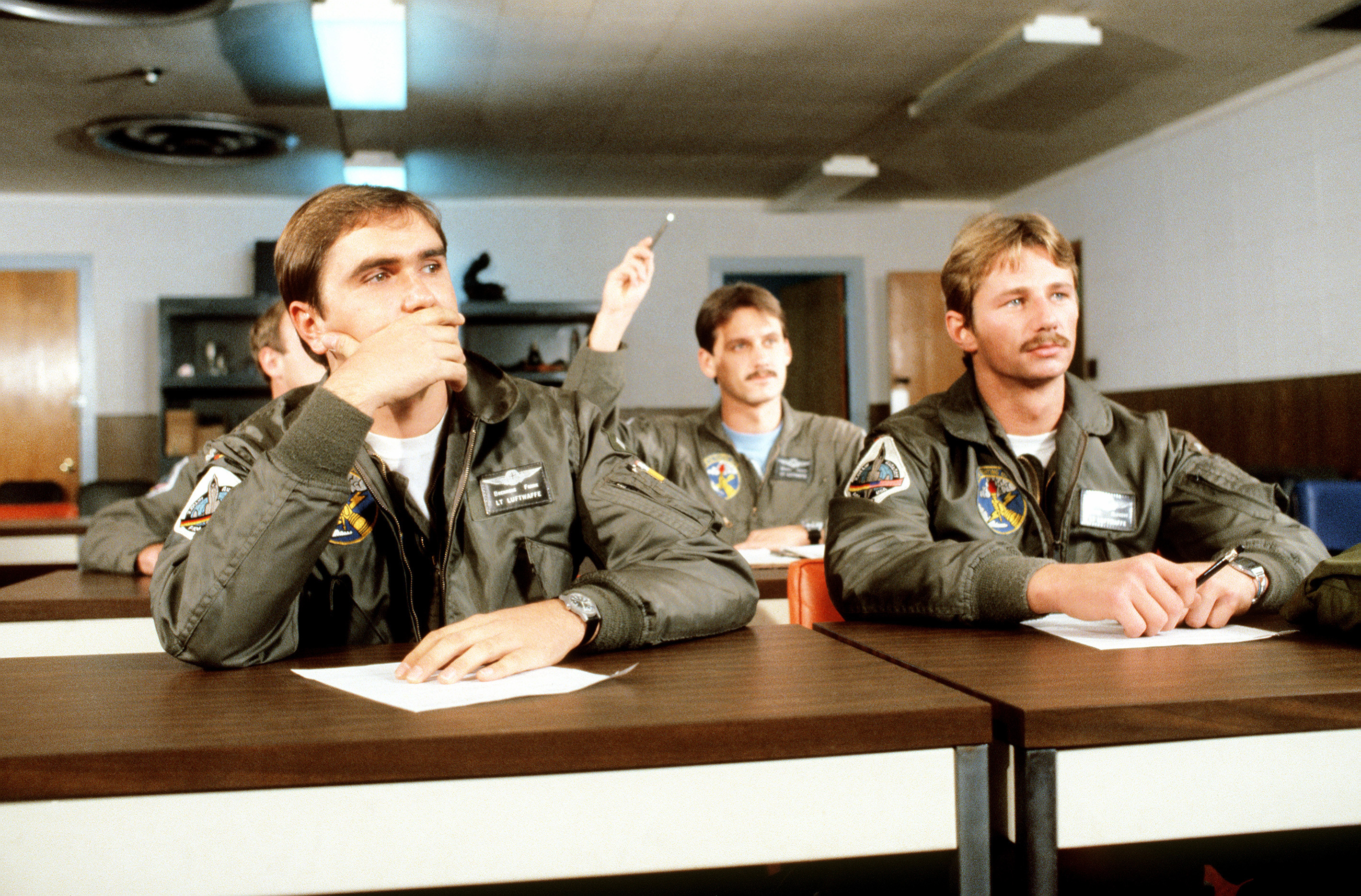
Leutnante der Luftwaffe auf der Luke Air Force Base (1982)

Ein Offizier der Bundeswehr ist ein deutscher Offizier und Soldat der Bundeswehr vom Dienstgrad eines Leutnants bis zum General. Er ist Führer, Ausbilder und Erzieher seiner unterstellten Soldaten. Dem Offizier kann Disziplinarbefugnis übertragen werden.
Ein Offizier hat einen Dienstgrad der Bundeswehr der Dienstgradgruppen der Leutnante, Hauptleute, Stabsoffiziere oder Generale. Die Laufbahngruppe der Offiziere umfasst zehn Laufbahnen: die Laufbahn der Offiziere des Truppendienstes (OffzTrD), des Sanitätsdienstes (OffzSanDst), des Militärmusikdienstes, des Geoinformationsdienstes der Bundeswehr (MilGeoOffz) und des militärfachlichen Dienstes (OffzMilFD) sowie jeweils eine diesen Laufbahnen entsprechende Laufbahn für Offiziere der Reserve.
Am 1. Oktober 2022 waren 37.591 Planstellen für Offiziere besetzt, was einen Anteil von 21 Prozent der Soldaten entspricht.

## Dienstgrade
Die Dienstgrade der Offiziere der Bundeswehr sind:
| Dienstgradgruppe | Dienstgrade |
| --- | --- |
| I Generale | 1. GeneralH&L, AdmiralM 2. GeneralleutnantH&L, GeneraloberstabsarztH&L+, VizeadmiralM, AdmiraloberstabsarztM+ 3. GeneralmajorH&L, GeneralstabsarztH&L+, KonteradmiralM, AdmiralstabsarztM+ 4. BrigadegeneralH&L, GeneralarztH&L+, GeneralapothekerH&L+†, FlottillenadmiralM, AdmiralarztM+                                                                         |
| II Stabsoffiziere | 1. OberstH&L, OberstarztH&L+, OberstapothekerH&L+, OberstveterinärH+, Kapitän zur SeeM, FlottenarztM+, FlottenapothekerM+ 2. OberstleutnantH&L, OberfeldarztH&L+, OberfeldapothekerH&L+, OberfeldveterinärH+, FregattenkapitänM, FlottillenarztM+, FlottillenapothekerM+ 3. MajorH&L, Oberstabsarzt+, Oberstabsapotheker+, OberstabsveterinärH+, KorvettenkapitänM |
| III Hauptleute | 1. StabshauptmannH&L, StabskapitänleutnantM 2. HauptmannH&L, Stabsarzt+, Stabsapotheker+, StabsveterinärH+, KapitänleutnantM |
| IV Leutnante | 1. OberleutnantH&L, Oberleutnant zur SeeM 2. LeutnantH&L, Leutnant zur SeeM |
| H nur Heeresuniformträger H&L nur Heeres- oder Luftwaffenuniformträger M nur Marineuniformträger + nur Sanitätsoffiziere (Bezeichnung „-arzt“ für Human- inklusive Zahnmediziner, „-apotheker“ für Apotheker, „-veterinär“ für Veterinäre) † In den Dienstgrad Generalapotheker werden zurzeit bis auf Weiteres keine Soldaten mehr ernannt, weil der Haushalt keine Neubeförderungen mehr vorsieht. H, H&L, M Wenn ein Dienstgrad weder mit einem hoch gestellten „H“, noch mit „H&L“ noch mit „M“ indiziert ist, dann findet sich der Dienstgrad in allen Uniformträgerbereichen. | |

Genannt sind zunächst jeweils die Dienstgrade für Heeres- und Luftwaffenuniformträger, erst zuletzt ggf. die Dienstgradbezeichnungen der Marineuniformträger. Sind entsprechende Dienstgrade nur für Sanitätsoffiziere ausgewiesen, so werden diese gleich im Anschluss an die „normale“ Dienstgradbezeichnung des jeweiligen Uniformträgerbereichs genannt. Zunächst werden die Dienstgradbezeichnungen für Humanmediziner (entsprechen auch immer denen für Zahnärzte), dann die für Apotheker zuletzt ggf. die für Veterinäre aufgeführt. Sind die Dienstgradbezeichnungen in allen Uniformträgerbereichen identisch, wird auf eine erneute Aufzählung für Marineuniformträger verzichtet.

## Gliederung
Neben der Gliederung in die vier Dienstgradgruppen, existieren weitere, teils auch nur informelle, Untergliederungen der Gruppe der Offiziere.
Nach ihrer Laufbahn oder Laufbahngruppe und ihrem Dienstverhältnis im Sinne der Soldatenlaufbahnverordnung und der Zentralen Dienstvorschrift (ZDv) 20/7 kann unterschieden werden in:
- Offiziere des Truppendienstes: Offiziere in einer der beiden Laufbahnen des Truppendienstes (auch Reserveoffiziere)
- Offiziere des militärfachlichen Dienstes (häufig auch Fachoffiziere): ehemalige Unteroffiziere mit und ohne Portepee in einer der beiden Laufbahnen des militärfachlichen Dienstes (auch Reserveoffiziere)
- Fachdienstoffiziere:
  - Sanitätsoffiziere: Ärzte oder Apotheker in einer der beiden Laufbahnen des Sanitätsdienstes (auch Reserveoffiziere)
  - Militärmusikoffiziere: Kapellmeister in einer der beiden Laufbahnen des Militärmusikdienstes (auch Reserveoffiziere)
  - Offiziere des Geoinformationsdienstes: Offiziere in einer der beiden Laufbahnen der Offiziere des Geoinformationsdienstes der Bundeswehr (auch Reserveoffiziere)
- Reserveoffiziere: Offiziere in einer der fünf für Offiziere möglichen Laufbahnen für Reservisten
- Berufsoffiziere: Berufssoldaten in einem Offiziersdienstgrad

Nach ihrer Verwendung kann man folgende Gruppen unterscheiden:
- Offiziere des Truppendienstes: Offiziere mit einer Verwendung als militärische Führer „in der Truppe“. Diese Gruppe ist nicht deckungsgleich mit der Gruppe der Offiziere des Truppendienstes im Sinne der Soldatenlaufbahnverordnung und der ZDv 20/7.
- Stabsoffiziere: Offiziere mit Verwendung in einer Stabsabteilung oder auf anderen Dienstposten „fern der Truppe“ ohne den Auftrag zum Führen eines klassisch-militärischen Verbandes oder entsprechender Einheiten. In diesem Sinn ist der Stabsoffizier das Gegenteil des Truppenoffiziers. In diesem Sinn entspricht diese Gruppe aber nicht der gleichnamigen Dienstgradgruppe der Stabsoffiziere.
  - Offiziere im Generalstabsdienst: Stabsoffiziere im oben genannten Sinn, die im Generalstabsdienst dienen.
- Fachoffiziere: Gruppe der Offiziere des militärfachlichen Dienstes, die nicht ähnlich wie Truppenoffiziere, sondern in einer Fachverwendung dienen.

## Befehlsbefugnisse und Dienststellungen

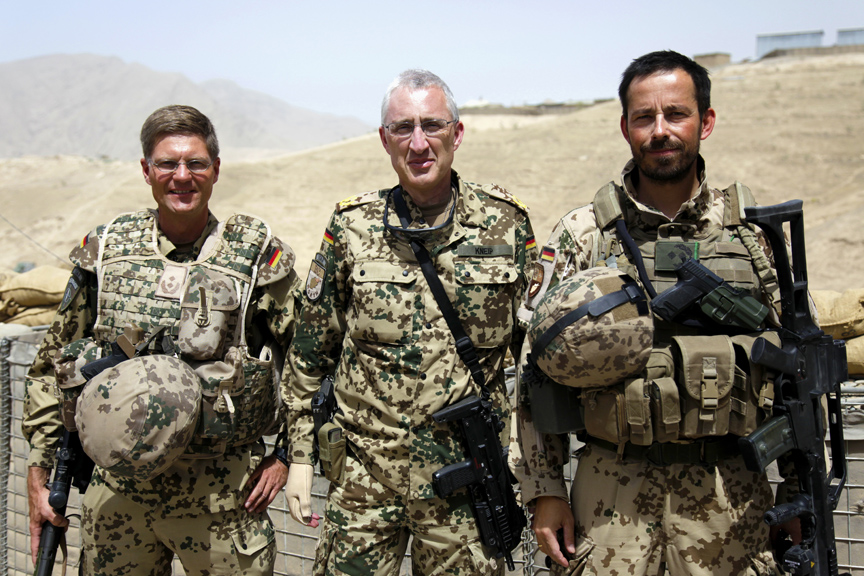
Drei Offiziere des Truppendienstes in Afghanistan, darunter Generalmajor Markus Kneip

Offiziere können unabhängig von ihrem Dienstgrad auf Grundlage des § 4 („Vorgesetztenverhältnis auf Grund des Dienstgrades“) der Vorgesetztenverordnung innerhalb der dort gesetzten Grenzen Soldaten der Dienstgradgruppen Mannschaften, Unteroffiziere ohne Portepee und Unteroffiziere mit Portepee Befehle erteilen.
Offiziere sind auf allen Hierarchieebenen häufig Vorgesetzte der unterstellten Soldaten. Besonders auffällig ist dies im Falle der (Teil-) Einheitsführer, die ab der Ebene Kompaniechef ausschließlich durch Offiziere gestellt werden. In diesen Dienststellungen sind sie truppendienstlicher Vorgesetzter aller ihnen unterstellter Soldaten unabhängig von deren Dienstgrad. Junge Offiziere führen in seltenen Fällen ähnlich wie Unteroffiziere mit Portepee technische Gruppen, im allgemeinen Truppendienst Züge oder werden als Kompanieeinsatzoffizier, Wachoffizier oder Luftfahrzeugführer eingesetzt.
Erfahrenere Offiziere haben das Kommando über alle größeren Einheiten, Boote und Schiffe, (Groß-)Verbände wie Bataillone, Geschwader, Brigaden, Divisionen und Korps, Lehreinrichtungen (zum Beispiel die Schulen des Heeres) und alle Kommandobehörden. Sie füllen also Dienststellungen wie Zugführer, Kompaniechef, Kommandeur, Kommandierender General, Befehlshaber, Kommodore usw. aus.
Offiziere (insbesondere Offiziere der Fachdienste Sanitätsdienst, Geoinformationsdienst und Militärmusikdienst sowie die Offiziere des militärfachlichen Dienstes und Offiziere mit einem der Verwendung entsprechenden Studium wie Juristen und Ärzte) sind auf ihrem jeweiligen Fachgebiet besonders qualifiziert und sind entsprechend in fachlichen Angelegenheiten meist Fachvorgesetzte im Sinne der Vorgesetztenverordnung, häufig Vorgesetzter kraft Dienstgrad und meist Vorgesetzter kraft Dienststellung.
In allen höheren Stabsabteilungen der Großverbände, teils als Chef des Stabes oder stellvertretender Einheitsführer, sowie in Abteilungen und Referaten des Ministeriums, der Ämter, Lehreinrichtungen und höheren Kommandobehörden unterstützen Offiziere ihre Einheitsführer in der Truppenführung, sowie Fachvorgesetzte und das Ministerium in der Bearbeitung wichtiger Fachfragen. Besondere Bedeutung haben die Generalstabsoffiziere, die häufig die Führungsebene der Bundeswehr unmittelbar in besonders wichtigen Arbeitsbereichen unterstützen. Inspizienten, die Inspekteure und der Generalinspekteur und ihre Stellvertreter sind fachlich und/oder truppendienstlich die höchsten Positionen, die Offiziere innerhalb der Bundeswehr erreichen können. Daneben dienen höhere deutsche Offiziere in NATO-Stäben. Aufgrund der geschilderten und ähnlicher Dienststellungen können die allermeisten Offiziere in den in der Vorgesetztenverordnung aufgezählten Fällen allen dienstlich oder fachlich unterstellten Soldaten Befehle erteilen. Offiziere sind als Einheitsführer Disziplinarvorgesetzte der ihnen truppendienstlich unterstellten Soldaten gemäß Wehrdisziplinarordnung.

## Ernennung
Maßgebliche gesetzliche Grundlagen für die Ernennung in einen der Dienstgrade für Offiziere trifft die Soldatenlaufbahnverordnung (SLV) und ergänzend die Zentrale Dienstvorschrift (ZDv) 20/7. In einen entsprechenden Dienstgrad können Berufssoldaten, Zeitsoldaten und Reservisten ernannt werden. Voraussetzung ist die Zugehörigkeit zu einer der Laufbahnen der Laufbahngruppe der Offiziere. Eine Direkteinstellung mit einem Offiziersdienstgrad ist bei entsprechender Eignung möglich (vgl. unten). Die meisten Offiziere haben aber zuvor im Dienstgrad Oberfähnrich (Reservisten meist abweichend als Fähnrich, Offiziere des militärfachlichen Dienstes selten auch als Stabs- oder Oberstabsfeldwebel) gedient. Der Dienstgrad kann in diesem Fall in der Regel frühestens 36 Monate nach Eintritt in eine der Laufbahnen der Offiziere erreicht werden. Vor Ernennung zum Leutnant muss eine Offizierprüfung mit Erfolg abgelegt werden. Mit der Ernennung zum Leutnant werden Offizieranwärter zu Offizieren. Dies gilt entsprechend ebenfalls für Offizieranwärter in den Laufbahnen des Sanitäts- und Militärmusikdienstes, die jedoch während der Zugehörigkeit zur Dienstgradgruppe der Leutnante Sanitäts- und Militärmusikoffizieranwärter bleiben.
 Gemäß Soldatenlaufbahnverordnung kann in eine der Laufbahnen für Offiziere des Truppendienstes, des Sanitätsdienstes und des Militärmusikdienstes mit einem Offizierdienstgrad als Erstdienstgrad eingestellt werden, wenn der Bewerber eine der Verwendung entsprechende Qualifikation einbringt. In den Laufbahnen des geomilitärischen Dienstes erfolgt die Einstellung ausnahmslos auf diesem Weg. Bewerber müssen die in der Soldatenlaufbahnverordnung definierten akademischen und/oder berufspraktischen und/oder beamten- und/oder berufs- und/oder verwaltungsrechtlichen Voraussetzungen erfüllen. Der Einstellungsdienstgrad ist an die vorliegende Qualifikation und die Verwendung gekoppelt; alle Offiziersdienstgrade außer der Dienstgrad Oberleutnant sind mögliche Einstellungsdienstgrade. Bewerber müssen eine Eignungsübung bestehen.
Dies betrifft auch Beamte der Bundeswehrverwaltung, die als Reservisten einen Dienstgrad bekleiden, der ihrer Amtsbezeichnung und Dienststellung in der Bundeswehrverwaltung entspricht, sowie Ärzte und Juristen in ihrer Verwendung als Sanitätsoffizier oder Militärjurist.

## Ausbildung

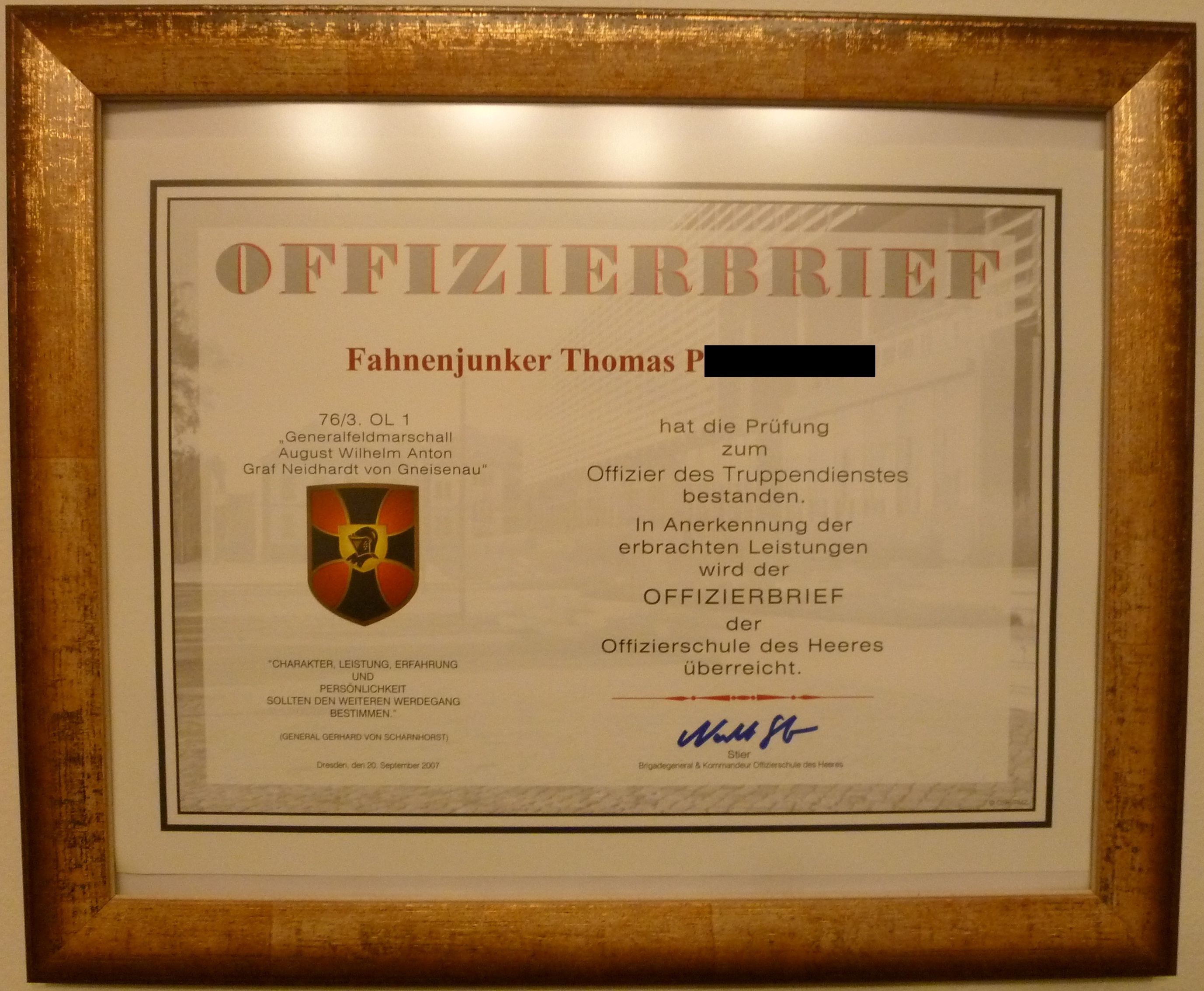
Offizierbrief der Offizierschule des Heeres

Zunächst absolvieren Offizieranwärter der meisten Laufbahnen die Grundausbildung. Weitere Ausbildungsabschnitte, teils in Form von Lehrgängen an verschiedenen Ausbildungseinrichtungen, mit einem besonderen Schwerpunkt auf Menschenführung, sowie der Besuch des (ersten Teils des) Offizierlehrgangs schließen den ersten Ausbildungsabschnitt ab. Seit 1973 schließt sich für die meisten Offiziere das Studium an einer der Universitäten der Bundeswehr (Helmut-Schmidt-Universität/Universität der Bundeswehr Hamburg, Universität der Bundeswehr München) oder (seltener) an einer anderen Hochschule an. Nach dem Studium werden meist die letzten Teile des Offizierlehrganges an einer der Offizierschulen besucht, die Offizierprüfung absolviert und ggf. eine truppengattungspezifische Ausbildung an einer der Lehreinrichtungen der Bundeswehr durchlaufen, bevor die jungen Offiziere erstmals dauerhaft in der Truppe verwendet werden. Offizieranwärter des militärfachlichen Dienstes, die die militärischen Fähigkeiten bereits hinreichend in ihrer vorherigen Laufbahn erlernt haben, erwerben nach ihrem Laufbahnwechsel häufig die Fachhochschulreife und einen Fachschulabschluss; auch sie werden an einer der Offizierschulen für ihre Führungsaufgaben als Offizier ausgebildet. Offizieranwärter der Reserve haben die ersten Ausbildungsabschnitte häufig als aktive Soldaten absolviert und nehmen an den oben beschriebenen (häufig verkürzten, komprimierten und auf mehrere Abschnitte verteilten) Lehrgängen in Form von Wehrübungen teil. Werden Soldaten mit einem Offizierdienstgrad in eine Offizierslaufbahn (wie alle Offiziere des Geoinformationsdienstes) eingestellt, so werden die oben aufgezählten Ausbildungsabschnitte soweit nötig „nachgeholt“.
Nach der Soldatenlaufbahnverordnung endet die Ausbildung zum Offizier für Offizieranwärter einer der Laufbahnen des Truppendienstes und des militärfachlichen Dienstes formal mit der Ernennung zum Offizier und mit dem Bestehen einer Offizierprüfung. Zu beachten ist aber, dass diese jungen Offiziere in den Laufbahnen des Truppendienstes und des geomilitärischen Dienstes in der Praxis häufig erst im Dienstgrad Leutnant, teils erst als Oberleutnant den letzten Teil ihres Studiums und die letzten nötigen Lehrgänge an einer der Offizierschulen absolvieren, bevor sie in der Truppe dienen. Für Sanitätsoffizieranwärter und Militärmusikoffizieranwärter endet die Ausbildung, obwohl sie mit der Ernennung zum Leutnant bereits Offiziere sind, mit ihrer Approbation (für Apotheker zusätzlich mit der staatlichen Prüfung als Lebensmittelchemiker) bzw. dem Kapellmeisterexamen und ihrer Ernennung in einen der Dienstgrade Stabsarzt, Stabsapotheker, Stabsveterinär bzw. Hauptmann.
In ihrer Verwendung als Offiziere schließen sich regelmäßig weitere Lehrgänge an, die Offiziere mit dem Grundwissen versorgen, das sie brauchen um eine neue Dienststellung einer höheren Hierarchieebene auszufüllen oder sich ändernden technischen, sozialen, einsatzspezifischen, medizinischen usw. Rahmenbedingungen anzupassen. Für fast alle Stabsoffiziere ist der Stabsoffizierlehrgang an der Führungsakademie der Bundeswehr der wichtigste Lehrgang für die weitere Beförderung. Besonders leistungsfähige Offiziere absolvieren dort zusätzlich den General- /Admiralstabsdienstlehrgang, der eine spätere Verwendung als Generalstabsoffizier und die Ernennung zum General wahrscheinlicher sein lässt.

## Dienstgradabzeichen

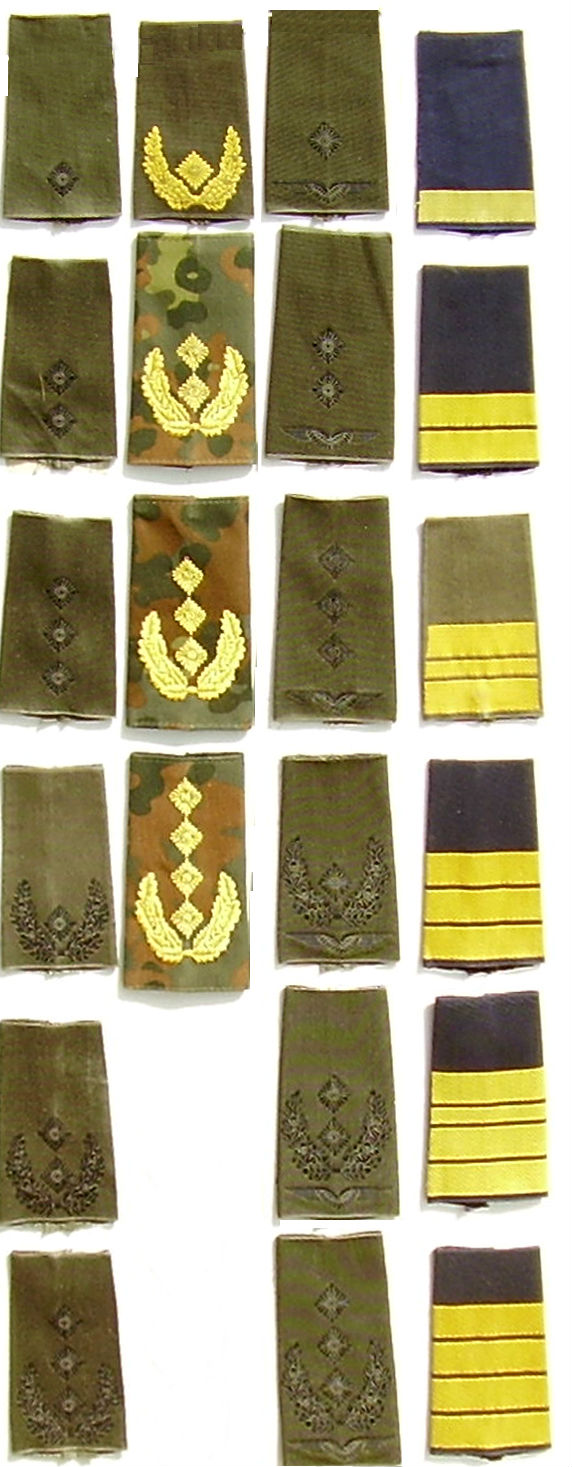
Beispiele verschiedener Aufschiebeschlaufen für Offiziere

An ihren Dienstgradabzeichen sind Offiziere zu erkennen. Alle Offiziere in Heeres- und Luftwaffenuniform weisen im Gegensatz zu Marineuniformträgern ein bis vier Sterne auf den Schulterabzeichen auf. Offiziere in Marineuniform zeigen ein bis vier Ärmelstreifen und einen fünfzackigen Stern auf beiden Unterärmeln. Zu beachten ist aber, dass auch bereits Oberfähnriche zur See Dienstgradabzeichen dieser Systematik tragen und daher leicht mit Offizieren verwechselt werden könnten, während die Dienstgradabzeichen der sonstigen Unteroffiziere und Mannschaften in der Marineausführung deutlich anders aussehen.

## NATO-Rangcode
Offiziere sind mit dem NATO-Rangcode OF-1 bis OF-9 (OF für englisch „OFficer“) eingestuft. In allen Armeen der NATO finden sich in ganz ähnlich dem deutschen System der Dienstgrade aufgebauten Rangordnungen Dienstgrade, die als Offiziersdienstgrade ausgewiesen sind und daher mit den deutschen Offizieren vergleichbar sind. In einigen Armeen gibt es Spitzendienstgrade für Offiziere, die in der Bundeswehr keine Entsprechung haben. Insgesamt jedoch zeigt sich gemessen am NATO-Rangcode, dass viele Armeen ihre Dienstgrade ähnlich wie die Bundeswehr gliedern und ebenfalls ein Offizierskorps kennen.

## Offizierskorps
Die Gesamtheit der Offiziere der Bundeswehr wird, im weiten Sinne, auch als Offizierkorps bezeichnet. Im engeren Sinne bilden die Offiziere auf Verbandsebene ein Offizierkorps. Häufig findet regelmäßig (meist wöchentlich) ein gemeinsames Mittagessen und der Offiziersport statt sowie, meist quartalsweise, eine „dienstliche Veranstaltung geselliger Art“ mit oder ohne Lebensgefährten.
Ein Offizierkorps trägt zum Korpsgeist und Berufsethos des Offizierberufs bei und fördert die holistische Führungskonzeption der Bundeswehr, die sich beispielsweise in einer streitkräftegemeinsamen Durchführung der Ausbildung der Stabsoffiziere und Offiziere im Generalstabsdienst zeigt.